# 苏夫雷
苏夫雷，是西班牙安达卢西亚自治区韦尔瓦省的一个市镇。总面积341平方公里，
2001年普查人口總數為1056人，人口密度為每平方公里3人。